# Elvira Mancuso
(Elvira Mancuso)
Elvira Mancuso (Caltanissetta, 1867 – Caltanissetta, 1958) è stata una scrittrice italiana.

## Biografia
Fu maestra elementare, nubile per scelta, e visse sempre a Caltanissetta. Come scrittrice, fu seguace di Giovanni Verga e Luigi Capuana e produsse opere di impronta verista.
Iniziò a scrivere alcune novelle, tra il 1889 e il 1891, con uno pseudonimo maschile sulla rivista femminile fiorentina Cornelia.
Nel 1906 scrisse la sua opera più importante e famosa: Annuzza la maestrina, un'opera auto-bibliografia incentrata sulla condizione della donna in Sicilia ad inizio secolo XX.
Sempre nel 1906 scrisse un'opera in versi Resede e ortiche e nel 1907 un saggio Sulla condizione della donna borghese in Sicilia: appunti e riflessioni.
Durante l'epoca fascista si dedicò esclusivamente all'insegnamento come maestra di elementari.
L'opera fortemente autobiografica Annuzza e la maestrina, è l'unico romanzo dell'autrice, in quest'opera la protagonista rifiuta il matrimonio come sistemazione per la vita. Nel romanzo l'autrice esprime tutta la sua avversione e il rifiuto verso al condizione della donna, determinata dal sistema etico e morale dell'epoca in Sicilia che avverte come mortificante e opprimente la sensibilità e dignità della stessa.
Questo romanzo fu un'opera fondamentale per la letteratura siciliana dell'epoca. Il romanzo che ha anticipato il lavoro dei grandi narratori italiani del XX secolo, doveva essere, per decisione di Italo Calvino, recuperato e ristampato negli anni 80 da Einaudi con una prefazione di Leonardo Sciascia, ma venne invece ristampato nel 1990 da Sellerio editore.
Leonardo Sciascia scrisse di esso: 
()

## Opere
Dal 1889 al 1891:
- Sacrificio, una novella. Pubblicata sulla rivista femminile “Cordelia”.
- Serata in provincia, una novella. Pubblicata sulla rivista femminile “Cordelia”.
- Sogno, una novella. Pubblicata sulla rivista femminile “Cordelia”.

Dal 1906 al 1909:
- Resede e ortiche, opera in versi. Ed. Caltanissetta: Tip. Dell'omnibus, Fratelli Arnone, 1906.
- Annuzza la maestrina, romanzo autobiografico. Ed. Caltanissetta: Tip. Dell'omnibus, Fratelli Arnone, 1906.
  - ripubblicato da Sellerio nel 1990, con il titolo: Annuzza: vecchia storia...inverosimile.
- Sulla condizione della donna borghese in Sicilia: appunti e riflessioni. saggio letterario. Ed. Caltanissetta: Tip. Dell'omnibus, Fratelli Arnone, 1907.
- Bagattelle, raccolta di opere varie 1909.